# Hans Bernd Gisevius

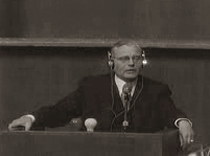
Gisevius 26. April 1946 (Nürnberger Prozess)

Gustav-Adolf Timotheus Hans Bernd Gisevius (* 14. Juli 1904 in Arnsberg; † 23. Februar 1974 in Müllheim) war ein deutscher Politiker, Gestapobeamter und Widerstandskämpfer.
Gisevius stellte sich als ehemaliger Deutschnationaler zunächst dem Nationalsozialismus zur Verfügung, bevor er sich dem Widerstand zuwandte. Bis zu seinem erzwungenen Ausscheiden im Januar 1934 und anschließenden Wechsel in die Polizeiabteilung des Reichsinnenministeriums war er als Gerichts-Assessor im Geheimen Staatspolizeiamt (Gestapo) tätig. Er gehörte der Widerstandsgruppe um Ludwig Beck, Hans Oster und Helmuth Groscurth an und fungierte als Verbindungsmann zu dem amerikanischen Geheimdienst Office of Strategic Services (OSS) in Bern, der von Allen W. Dulles geleitet wurde. Beim Attentat am 20. Juli 1944 hielt er sich im Bendlerblock auf. Als einer der wenigen Überlebenden des Widerstands vom 20. Juli 1944 veröffentlichte er nach dem Krieg mehrere Bücher über die Zeit des Nationalsozialismus, deren Quellenwert unterschiedlich eingeschätzt wird.

## Leben

### Früher Werdegang
Hans Bernd Gisevius war der Sohn des Oberverwaltungsgerichtsrats Hans Gisevius (1861–1938) und seiner Frau Hedwig. Er stammte aus einer Beamten- und Bauernfamilie und besuchte humanistische Gymnasien in Arnsberg, Berlin-Lichterfelde und Luckau bis zum Abitur im März 1924. Zu seinen Mitschülern in Lichterfelde gehörte Walter Kempner, der später als Mediziner bekannt wurde.
Von 1924 bis 1928 studierte Gisevius Rechtswissenschaft in Marburg, Berlin und München. Zu seinen Kommilitonen in Berlin gehörten der spätere NS-Ärztefunktionär Leonardo Conti sowie Robert Kempner, der spätere Ankläger bei den Nürnberger Prozessen, den Gisevius dort als Zeuge wieder treffen sollte. Im Juli 1928 bestand Gisevius beim Oberlandesgericht in Kassel die erste juristische Staatsprüfung und wurde im September 1928 Referendar im Kammergerichtsbezirk in Berlin. Während des Vorbereitungsdienstes wurde er erst im Bezirk des Landesgerichts Berlin II bei der Staatsanwaltschaft II, beim Amtsgericht Berlin-Lichterfelde und beim Landgericht II in Berlin verwendet. Nach einer Strafversetzung (siehe unten) verbrachte er den letzten Teil seines Vorbereitungsdienstes im Landgerichtsbezirk Düsseldorf, wo er bei dem Landgericht Düsseldorf, beim Amtsgericht Düsseldorf und beim Oberlandesgericht Düsseldorf beschäftigt wurde. 1929 wurde Gisevius mit einer von Franz Leonhard betreuten Arbeit über den Verwendungsanspruch des Besitzers in Marburg zum Dr. jur. promoviert (Prüfung vom 18. November 1929, Prädikat: cum laude). Die Große Juristische Staatsprüfung, den Abschluss des Vorbereitungsdienstes, bestand er am 26. Juni 1933.
Politisch stand Gisevius in den 1920er Jahren der jungkonservativen Bewegung nahe: So schloss er sich dem aggressiv antisemitischen Hochschulring Deutscher Art an und stand in Verbindung mit völkisch-nationalistischen Intellektuellen wie Martin Spahn und Edgar Julius Jung.
Ab 1929 gehörte Gisevius der antisemitischen DNVP an, für die er als politischer Redner auftrat. So agitierte er 1929 für das von der DNVP, der NSDAP, dem Stahlhelm sowie weiteren völkisch-revisionistischen Organisationen eingebrachte Volksbegehren gegen den Young-Plan. Wegen der Art seines politischen Auftretens wurden von den Aufsichtsbehörden, denen er als Referendar unterstand, wiederholt Disziplinarmaßnahmen gegen ihn ergriffen. Zudem wurden mehrere Strafprozesse gegen Gisevius wegen Beleidigung politischer Gegner eingeleitet. Für Aufsehen in der Presse sorgte u. a. ein Verfahren wegen Beleidigung des Landrates Wilhelm Hansmann. Eine Beleidigung des Reichskanzlers Heinrich Brüning führte zu einer gerichtlichen Verurteilung. Im Mai 1930 wurde er schließlich wegen seiner propagandistischen Aktivitäten für das Young-Plan-Volksbegehren von Berlin nach Düsseldorf strafversetzt.
1930 bewarb Gisevius sich um einen Sitz als Abgeordneter im Reichstag und 1932 um einen Sitz im Preußischen Landtag, wurde aber beide Male nicht gewählt.
Ende 1931 wurde Gisevius jüngstes Mitglied im Reichsvorstand der DNVP. Im Zuge des Umbaus der DNVP in eine politische Bewegung mit Führerprinzip unter dem seit 1928 amtierenden Parteivorsitzenden Alfred Hugenberg wurde der Aufbau sogenannter Kampfstaffeln der Partei betrieben. Gisevius übernahm in diesem Zusammenhang im Herbst 1931 die Organisation einer Arbeitsgemeinschaft junger Deutschnationaler in Düsseldorf, aus der sich der paramilitärische Deutschnationale Kampfring Westen – einer von mehreren sogenannten Kampfringen, die der DNVP in der zu dieser Zeit in immer stärkeren Maße gewaltsamen ausgetragenen politischen Auseinandersetzung physischen Rückhalt geben sollte – entwickelte, dessen Führer er wurde. Auch an den parteiinternen Flügelkämpfen der DNVP war er beteiligt, wobei er zusammen mit Spahn und Eduard Stadtler die Linie einer Annäherung an die NSDAP vertrat, die dann in das kurzlebige Bündnis der Harzburger Front mündete. Im Oktober 1931 nahm Gisevius an einer von Herbert von Bose organisierten Zusammenkunft von jungkonservativen Intellektuellen, die am Rand der Tagung stattfand, teil, die der Erörterung der zukünftigen politischen Ausrichtung der rechtsintellektuellen Kreise diente. Mit den Worten Ulrich Herberts „sympathisierten“ Gisevius und sein Parteifreund Spahn zu diesem Zeitpunkt bereits stark mit der NSDAP.

### Zeit des Nationalsozialismus
Nachdem er schon seit 1931 mit der NSDAP sympathisiert hatte, arbeitete Gisevius nach der Machtergreifung im Frühjahr 1933 direkt mit dieser Partei zusammen. Ob er auch ihr Mitglied wurde, ist bislang insofern ungeklärt, als eine Karteikarte zu ihm in den – unvollständigen – Mitgliederkarteien der Partei (Zentralkartei und Gaukarteien) im Bundesarchiv Berlin-Lichterfelde nicht auffindbar war. Belegt ist allerdings seine Beitrittsentscheidung, denn im Bestand „Parteikorrespondenz der NSDAP“ hat sich sein Aufnahmeantrag erhalten. Er ist vom 11. November 1933, wobei der Vollzug der Aufnahme unsicher ist, da seit Mai 1933 eine Aufnahmesperre verhängt war. Allerdings wurden Ausnahmen von der Sperre gemacht, so auch bei dem von ihm verehrten Martin Spahn, der seinen Aufnahmeantrag im Juni 1933 stellte und wenig später aufgenommen wurde. Die Öffentlichkeit wurde am 11. Juni 1933 durch eine mit der Überschrift Zerfall der Deutschnationalen Front betitelten Meldung des Völkischen Beobachters darüber informiert, Gisevius sowie der DNVP-Reichstagsabgeordnete Martin Spahn seien zur NSDAP übergetreten. Zur Erklärung gab er an, es sei „kein Platz mehr für jene parlamentarische, taktische Betrachtungsweise“, der „Parteienstaat“ sei „tot“.
Nach seinem Jurastudium ging Gisevius im August 1933 zur Politischen Polizei beim Berliner Polizeipräsidium. Nach Versetzung ins Reichsinnenministerium wurde er im Januar 1934 als wissenschaftlicher Hilfsarbeiter in der von Kurt Daluege geleiteten Polizeiabteilung beschäftigt. In dieser Stellung war er 1933/34 unter Rudolf Diels am Ausbau der Geheimen Staatspolizei (Gestapo) beteiligt. Am 16. Mai 1934 wurde er offiziell als Gerichtsassessor aus dem Justizdienst in die allgemeine Verwaltung übernommen und zum Regierungsassessor ernannt. Durch Bestallung vom 31. Oktober 1934 wurde er zum Regierungsrat ernannt.
Diels erklärte nach 1945, dass Gisevius 1933 den Ehrgeiz gehabt habe, selbst zum Leiter der politischen Polizei aufzusteigen, was aber Diels selbst verhindert habe. Gisevius’ Versetzung in das Innenministerium im Januar 1934 – nach fünf Monaten bei der Polizei – erfolgte auf Betreiben Diels’. Robert Kempner, der beide vor 1933 als junge Männer im Verwaltungsdienst gekannt hatte und sie bei den Nürnberger Prozessen wiedertraf, beschrieb sie als „intime Feinde“ von Anfang ihrer Beziehung an und erklärte, sie hätten sich „abgöttisch“ gehasst. Manifesten Niederschlag fand dies in ihren nach dem Krieg veröffentlichten Memoiren.
Weil er einen weiteren Ausbaus der Gestapo ablehnte – und wegen seiner Aktivitäten hiergegen – schied Gisevius im Juni 1935 aus dem Innenministerium aus. Als Regierungs- und Kriminalrat wurde er in das preußische Landeskriminalamt versetzt, zu dessen Leiter Arthur Nebe (mit dem er bereits seit 1933 in Beziehung stand) er eine enge Freundschaft entwickelte.
Gisevius sollte im Rahmen der polizeilichen Vorbereitung der Olympischen Sommerspiele 1936 in Berlin engagiert werden, doch Reinhard Heydrich verhinderte dies mit einem Schreiben vom 17. Februar 1936 an den Berliner Polizeipräsidenten Wolf-Heinrich von Helldorff. Heydrich beklagte, dass Gisevius „stets der Geheimen Staatspolizei alle erdenklichen Schwierigkeiten bereitet hat, sodass das Verhältnis zwischen ihm und uns höchst unerfreulich war.“ Nach Heinrich Himmlers Ernennung zum Reichspolizeichef wurde Gisevius aus dem Polizeidienst entlassen.
Vorübergehend war er für den westfälischen Oberpräsidenten Ferdinand Freiherr von Lüninck als Regierungsrat in Münster tätig, Ende 1937 wechselte er zur Regierung nach Potsdam. Spätestens seit 1938 war er in erste Attentatspläne militärischer Kreise eingeweiht. Er arbeitete insbesondere eng mit Hans Oster zusammen und gehörte, so der Historiker Gerd R. Ueberschär, zu den „Hauptakteuren des im Sommer 1938 geplanten Staatsstreichs gegen den Diktator, um die Auslösung eines Krieges wegen der Sudetengebiete zu verhindern“. Nach dem Münchner Abkommen wurden diese Pläne abgebrochen, Gisevius und Oster vernichteten alle Unterlagen. Ab 1939 verfolgte Gisevius gemeinsam mit Ludwig Beck, Hans Oster und Helmuth Groscurth das Ziel eines gewaltsamen Sturzes des NS-Regimes. Darin unterschied sich diese Gruppe von der um den neuen Generalstabschef des Heeres Franz Halder, der es zunächst lediglich darum ging, eine Kriegsausweitung zu verhindern.
Admiral Wilhelm Canaris ließ Gisevius im September 1939 als Sonderführer in das Amt Ausland/Abwehr im Oberkommando der Wehrmacht einziehen. Von dort aus wurde Gisevius 1940 als Vizekonsul an das deutsche Generalkonsulat in Zürich versetzt, wo er im Nachrichtendienst tätig war. Gisevius stellte Verbindungen der Widerstandsgruppe um Beck zu den in Bern residierenden US-amerikanischen (Office of Strategic Services (OSS) unter Leitung von Allen Welsh Dulles) und britischen Geheimdiensten (Special Operations Executive bzw. ab 1941 Political Warfare Executive, Berner Vertreterin war Elizabeth Wiskemann) her. Häufig zwischen der Schweiz und Deutschland pendelnd, reiste Gisevius Mitte Juli 1944 in Erwartung des Attentats auf Hitler durch Claus Schenk Graf von Stauffenberg nach Berlin.
Da die Verschwörer sich auf einen Separatfrieden mit den Westalliierten und einen dann gemeinsam mit ihnen gegen die Sowjetunion fortzusetzenden Krieg orientierten, bot Gisevius im April/Mai 1944 in ihrem Auftrag den Amerikanern an, im Falle einer westlichen Invasion, Luftlandeunternehmen der Alliierten an strategisch zentralen Stellen zu unterstützen. So nannte er Namen der Verschwörer und geeignete Plätze für amphibische Landungen. Kern der von Gisevius übermittelten Vorschläge seien Landungen der alliierten Kräfte in Bremen und Hamburg sowie – trotz der ambivalenten Haltung Rommels – an der Atlantikküste gewesen. Hitler sollte auf dem Obersalzberg isoliert werden. Hinter diesen Vorschlägen habe die Absicht gestanden, „die Ausbreitung des Kommunismus in Deutschland zu hindern“, wozu es für erforderlich gehalten wurde, „den angloamerikanischen Truppen den Weg nach Deutschland freizugeben, ehe die Ostfront zusammenbräche“.
Den Tag des 20. Juli 1944 verbrachte Gisevius teilweise im Bendlerblock, konnte sich aber dem Zugriff der Gestapo nach dem Scheitern des Umsturzes entziehen. In einer im Dezember 1944 auf Anweisung vom Chef des Reichssicherheitshauptamtes (RSHA) Ernst Kaltenbrunner zusammengestellten Übersicht zu den Angehörigen der Verschwörer des 20. Juli 1944, die in Sippenhaft genommen wurden, heißt es: „Weitere Maßnahmen der Sippenhaftung erstrecken sich auf die Familie Goerdeler sowie auf die näheren Angehörigen der flüchtigen Gisevius und Kuhn sowie des zum Tode verurteilten Oberst von Hofacker.“ Gisevius konnte in Berlin untertauchen und im Januar 1945 mit Hilfe von vom OSS gefälschten Papieren in die Schweiz ausreisen, die ihm politisches Asyl gewährte. Aufgrund von Gisevius’ Unauffindbarkeit war seine Schwester Anneliese (* 1903) an seiner Stelle in Sippenhaft genommen worden: Zusammen mit anderen Angehörigen von Beteiligten am 20. Juli 1944 wurde sie in der Hindenburg-Baude im Riesengebirge interniert und schließlich im Mai 1945 in Südtirol befreit.

### Nürnberger Prozesse und Leben in der Bundesrepublik
1946 sagte Gisevius als Zeuge beim Nürnberger Prozess gegen die Hauptkriegsverbrecher vor dem Internationalen Militärgerichtshof in Nürnberg gegen Hermann Göring, Ernst Kaltenbrunner und Wilhelm Keitel und zu Gunsten von Hjalmar Schacht und Wilhelm Frick umfänglich aus. Nach Befragung durch den Nürnberger Ankläger Robert H. Jackson zur Täterschaft beim Reichstagsbrand führte er aus, dass, basierend auf dem Wunsch Adolf Hitlers nach einem großen Propagandacoup im Vorfeld der Reichstagswahlen, Joseph Goebbels die Idee gehabt habe, den Reichstag anzünden zu lassen und die Brandstiftung Kommunisten in die Schuhe zu schieben. Durchgeführt worden sei sie von einem zehnköpfigen SA-Kommando unter Leitung des SA-Sturmführers Hans Georg Gewehr, das am 28. Februar 1933, gedeckt durch Hermann Göring, durch einen unterirdischen Tunnel zwischen Reichstagspräsidentenpalais und Reichstag in das Reichstagsgebäude eingedrungen sei und den dortigen Brand durch Ausbreitung selbstentzündlicher Materialien gelegt habe.
Im gleichen Jahr erschienen unter dem Titel Bis zum bitteren Ende Gisevius’ Memoiren zu seiner Widerstandstätigkeit im Nationalsozialismus, in denen er nach eigenen Angaben das Attentat vom 20. Juli 1944 „entheroisieren“ wollte, um einen „falschen Mythos“ zu vermeiden. Stattdessen sprach er vom Versagen der Verschwörer, alle hätten sich „teilhaftig an einer gemeinsamen Schuld“ gefühlt. Für die ein Jahr später erschienene englischsprachige Ausgabe schrieb Allen W. Dulles das Vorwort, in dem er mitteilte, er selbst habe Gisevius zur Flucht aus Berlin verholfen.
Von 1950 bis 1955 war Gisevius Direktor am Council of World Affairs in Dallas, Texas, danach lebte er mehrere Jahre in West-Berlin, anschließend wieder in der Schweiz. In den 1960er Jahren wehrte sich der SA-Sturmführer Gewehr zivilrechtlich gegen die Behauptung, er sei Täter beim Reichstagsbrand 1933 gewesen. Diesen Vorwurf hatte Gisevius nicht nur beim Nürnberger Prozess erhoben, sondern in seinem Buch Bis zum bitteren Ende und in der Wochenzeitung Die Zeit wiederholt. Dabei hatte er angenommen, Gewehr wäre bereits tot. Das Landgericht Düsseldorf verbot Gisevius 1969 die Wiederholung dieser Behauptung und verurteilte ihn zu einer Schadensersatzzahlung von rund 30.000 DM, wobei Gewehr die Prozesskosten zu übernehmen hatte.

## Nachlass
Gisevius’ persönlicher Nachlass wurde nach dem Tod seiner Witwe in den 1980er Jahren vom Archiv der Eidgenössischen Technischen Hochschule Zürich übernommen. Grund für die Übergabe an ein Schweizer Archiv waren die Anfeindungen, denen Gisevius nach 1945 in Deutschland ausgesetzt gewesen war, sowie der Umstand, dass er und seine Witwe ihren Hauptwohnsitz in der Schweiz hatten. Ein kleinerer Nachlasssplitter befindet sich zudem im Institut für Zeitgeschichte in München. Seine Personalakten aus seiner Zeit im Justizdienst, die auch Informationen über seine politische Betätigung enthalten, liegen im Bundesarchiv Berlin (R 3001/57357 bis R 3001/573560).

## Rezeption
In Bezug auf seine Widerstandstätigkeit wird Gisevius, der, so der Historiker Peter Hoffmann, „sich vom Gestapo-Beamten der Jahre 1933 und 1934 zum Verschwörer des Jahres 1938 entwickelt hatte“, in der einschlägigen Literatur zum nationalkonservativen Widerstand gegen die nationalsozialistische Herrschaft ganz überwiegend ein positives Zeugnis ausgestellt. Der britisch-israelische Historiker und Antisemitismusforscher Robert Wistrich sieht in Gisevius’ Buch Bis zum bitteren Ende eine verdienstvolle Schilderung von Widerstandsaktivitäten, auch „Nahaufnahmen führender Persönlichkeiten des Dritten Reiches“. Zudem habe Gisevius nicht die Zustimmung von Millionen Deutschen verschwiegen, die „mit sich selbst Verstecken spielten“. Der frühere stellvertretende Direktor des Deutschen Historischen Institutes in London, Lothar Kettenacker, nennt Gisevius’ Aufzeichnungen den „erste[n] Augenzeugenbericht eines Mitverschwörers, der am 20. Juli in der Bendlerstraße zugegen war“. Insbesondere in englischsprachigen Ländern habe Gisevius mit seinem Bekenntnis auch der Unzulänglichkeiten und des Versagens des Widerstandes, dem er angehörte, zur wohlwollenden Aufnahme der deutschen Widerstandsforschung beigetragen.
Die Zuverlässigkeit von Gisevius’ Erinnerungen wurde aber auch von verschiedener Seite angezweifelt. Der Historiker Hans Rothfels kritisierte bereits 1949, „besonders in der Form wörtlich wiedergegebener Unterhaltungen und dramatischer Szenen im Kriminalromanstil“ wirke Gisevius’ Werk wenig überzeugend. Nach Christian Hartmann kann „Gisevius’ Zeugnis […] wegen mancher Unstimmigkeit in Einzelfällen nicht als einzige Grundlage einer Beweisführung dienen, höchstens als Stütze für aus anderen Quellen ermittelte Erkenntnisse“. Gisevius’ Bemühen, die Rolle Hans Globkes in der Vorbereitung von Stauffenbergs Attentat auf Hitler hervorzuheben – „ohne Globke wäre der 20. Juli nicht möglich gewesen“, schrieb er in seinen Memoiren –, kann nach Ansicht von dessen Biograph Jürgen Bevers „nicht ernst genommen werden“.
Umstritten ist die Rezeption der Persönlichkeit Gisevius’ und der Wert seines Buches Bis zum bitteren Ende bei Historikern, die als Protagonisten im Streit um die Frage der Alleintäterschaft Marinus van der Lubbes beim Reichstagsbrand 1933 gelten. Karl-Heinz Janßen und Fritz Tobias bezeichneten es als „sensationell und unbesorgt um die Wahrheit redigierten Gangsterroman“, Henning Köhler zufolge enthält es „lediglich aufgeschnappte, kolportagehafte Berichte, wichtigtuerische Behauptungen, was er alles gesehen haben will, und selbst das tatsächlich erlebte wird oft tendenziell verzerrt wiedergegeben.“ Demgegenüber kritisieren die Vertreter der Mehrtäterthese beim Reichstagsbrand, Alexander Bahar und Wilfried Kugel, zwar etliche Ungenauigkeiten bei Gisevius’ Erinnerungsschrift sowie einen den Zeitumständen geschuldeten Hang zu „romanhafte[n] Ausschmückungen“, halten seine Darstellungen im Wesentlichen aber für authentisches Insiderwissen eines Angehörigen der Widerstandsbewegung. Der amerikanische Historiker Benjamin Carter Hett weist darauf hin, dass der IfZ-Historiker Hermann Graml in einer Expertise für eine gerichtliche Auseinandersetzung schon 1962 das Buch positiv beurteilt habe. Hett selbst hält die Aussage Gisevius’ zum Reichstagsbrand, die Gisevius ohne Zugang zu Dokumenten gemacht habe, bei den Nürnberger Prozessen und seinem Erinnerungsbericht für „beachtlich“, da die „Thesen“ seiner Aussage, „durch immer neue Funde von verschiedenen Dokumenten in weiten Teilen gut untermauert sind“. Carter Hetts Kennzeichnung Gisevius’ als „früher Gegner des Hitlerregimes“ wird von dem britischen Historiker Richard J. Evans als irrig zurückgewiesen; Gisevius habe zudem seine Behauptungen zum Reichstagsbrand mit keinerlei Beweisen untermauern können, sie alle beruhten auf Hörensagen.

## Ehe und Familie
Gisevius war verheiratet mit Gerda Gisevius-Brugsch († 14. Juni 1983), geb. Brugsch.

## Schriften (Auswahl)
- Der Verwendungsanspruch des Besitzers, Quakenbrück 1929.
- Bis zum bitteren Ende. Zürich 1946. Erster Band: Vom Reichstagsbrand zur Fritsch-Krise. Zweiter Band: Vom Münchner Abkommen zum 20. Juli 1944. Fretz & Wasmuth Verlag, Zürich 1946; wieder 1947/48; „vom Verf. auf den neuesten Stand gebrachte Sonderausgabe“ in 1. Band, Bertelsmann Lesering 1961; wieder Droemer Knaur, 1987 ISBN 3-426-03677-0.
  - To the Bitter End. Boston 1947 (Vorwort Allen W. Dulles)
- Adolf Hitler. Eine Biographie – Versuch einer Deutung. Rütten & Loening, München 1963.
- Wo ist Nebe? Erinnerungen an Hitlers Reichskriminaldirektor. Droemer Verlag, Zürich 1966.
- Der Anfang vom Ende. Wie es mit Wilhelm II. begann. Droemer Knaur, Zürich 1971.

## Film
- Der Meisterspion von Bern, Regie: Mathias Haentjes. Porträt des Allen Welsh Dulles, Erstausstrahlung 2005 im Schweizerischen Fernsehen SF1 (Online)